# Henrik Hartmann
Henrik Hartmann (født 7. januar 1952) er en dansk teaterleder.
Siden 1992 har han været teaterchef på Betty Nansen Teatret sammen med sceneinstruktøren Peter Langdal. Han er stifter af og direktør i C:NTACT-fonden, som er Betty Nansen Teatrets integrations- og udviklingsafdeling.
Henrik Hartmann startede som instruktørassistent i 1973 på Det Ny Teater, Gladsaxe Teater og Nørrebro Teater. Fra 1976-1980 arbejdede han som regissør på Gladsaxe Teater, og i årene 1980-1992 var han forestillingsleder på Det Kgl. Teater. 
Han modtog Håbets Pris i 2017.
Hartmann dannede tidligere par med skuespillerinden Helle Hertz.